# Titus Müller

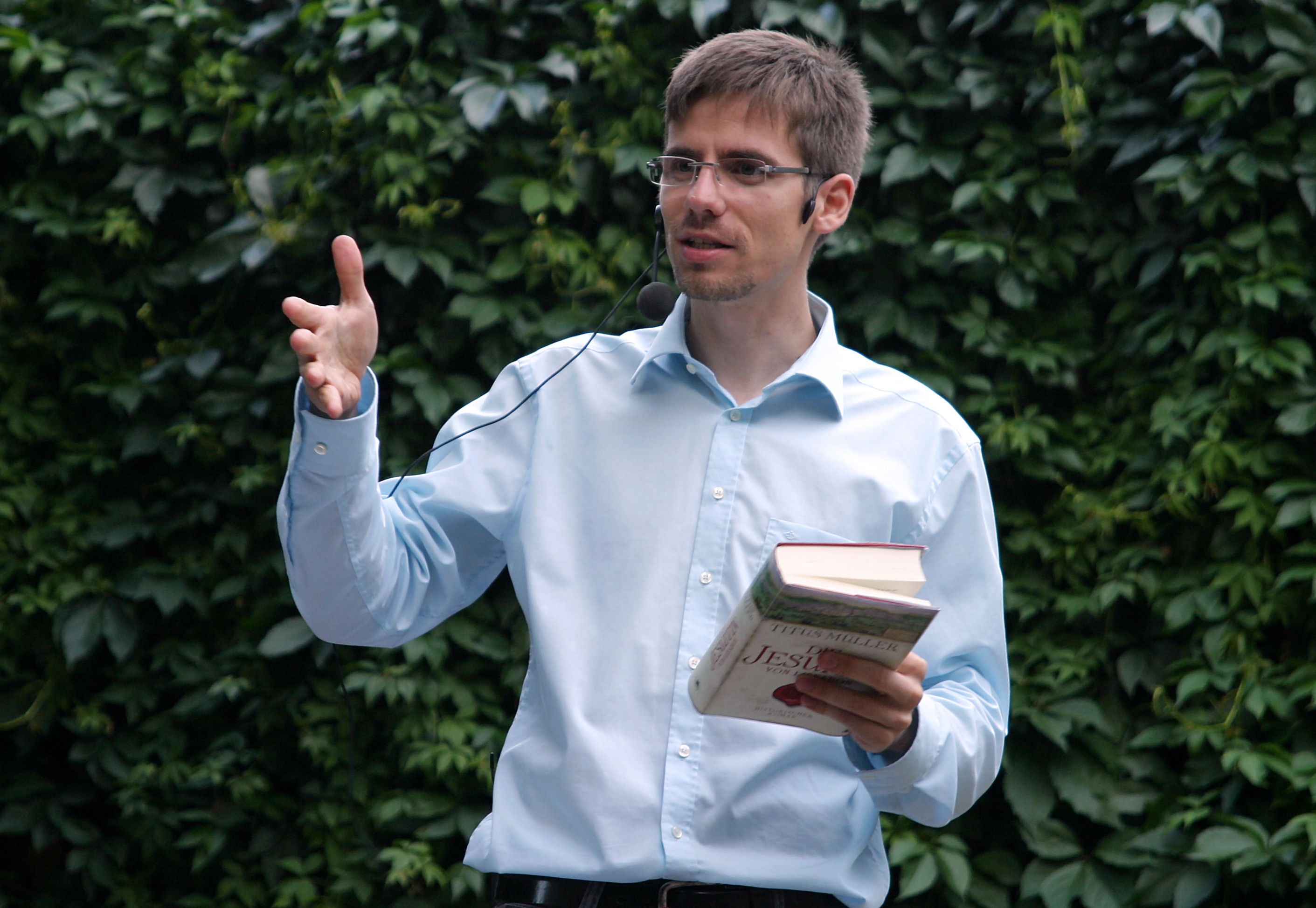
Titus Müller, 2010

Titus Müller (* 15. Oktober 1977 in Leipzig) ist ein deutscher Schriftsteller, der vorwiegend historische Romane schreibt.

## Leben
Titus Müller wurde als zweiter Sohn von Matthias Müller, Pastor der Siebenten-Tags-Adventisten, und dessen Frau Ulrike, einer Kinderkrankenschwester, geboren.
Er studierte Literatur, Geschichtswissenschaften und Publizistik in Berlin.
Im März 1998 gründete er die Literaturzeitschrift Federwelt. 2002 war er Mitgründer des Autorenkreises Historischer Roman „Quo Vadis“ und in den Anfangsjahren dessen Sprecher. Der Autorenkreis wurde 2014 aufgelöst. Er hat in den Jahren seines Bestehens in elf verschiedenen Städten Literaturnächte veranstaltet und vier Gemeinschaftsromane im Aufbau Verlag herausgegeben.
2002 veröffentlichte Müller mit 24 Jahren seinen ersten Roman Der Kalligraph des Bischofs. Bis heute sind sechzehn Romane erschienen, darunter Nachtauge, ein Roman, der auf die Bombardierung der Möhnetalsperre im Rahmen der Operation Chastise Bezug nimmt, und Der Tag X über den Aufstand vom 17. Juni 1953 in der DDR. Die goldenen Jahre des Franz Tausend handelt vom Herausgeber der Weltbühne Carl von Ossietzky und dem Hochstapler Franz Tausend. Im 2021 erschienenen Roman Die fremde Spionin erzählt Titus Müller vom Bau der Berliner Mauer, die Fortsetzung Das zweite Geheimnis behandelt die Guillaume-Affäre und der Abschlussroman der Trilogie, Der letzte Auftrag, den Mauerfall. Im Laufe der Zeit ist Müller daher mit dem behandelten Zeitraum seiner Romane tendenziell immer mehr an die Gegenwart herangerückt.
Außerdem veröffentlichte er zahlreiche Sachbücher, teilweise in Kooperation mit anderen Autoren.
2005 gewann Müller als erster Preisträger den C. S. Lewis-Preis. Die preisgekrönte Geschichte erschien als Perry-Rhodan-Heftroman Nr. 2319 am 27. Januar 2006 unter dem Titel Die Siedler von Vulgata und noch im selben Jahr als eigenständiger, erweiterter Roman. Alle drei Bände der Spionin-Trilogie (erschienen 2021–23) gelangten auf die Bestseller-Liste bei den Paperbacks.
Im Frühjahr 2014 wurde er in die Schriftstellervereinigung P.E.N. (PEN-Club) aufgenommen. Titus Müllers Romane wurden teilweise auch in verschiedene Sprachen übersetzt, so zum Beispiel Die Jesuitin von Lissabon ins Portugiesische, Niederländische und Spanische.
Titus Müller lebt in Landshut, ist verheiratet, hat zwei Söhne und gehört der Evangelisch-Freikirchliche Gemeinde (EFG) an.

## Werke

### Romane
- Der Kalligraph des Bischofs. 2002, ISBN 3-7466-1856-8
- Die Priestertochter. 2003, ISBN 3-7466-1990-4
- Die Brillenmacherin. 2005, ISBN 3-352-00717-9
- Die Todgeweihte. 2005, ISBN 3-7466-2180-1
- Die Siedler von Vulgata. 2006, ISBN 3-86506-140-0
- Das Mysterium. 2007, ISBN 3-352-00748-9
- Die Jesuitin von Lissabon. 2010, ISBN 3-352-00782-9
- Tanz unter Sternen. 2011, ISBN 978-3-89667-456-2
- Der Kuss des Feindes. 2012, ISBN 978-3-596-85445-5
- Nachtauge. 2013, ISBN 978-3-89667-458-6
- Berlin Feuerland. 2015, ISBN 978-3-89667-503-3
  - 2024 als Feuerland im Kanon-Verlag erschienen, ISBN 978-3-98568-147-1
- Der Tag X. 2017, ISBN 978-3-89667-504-0
- Die goldenen Jahre des Franz Tausend. 2020, ISBN 978-3-89667-617-7
- Die fremde Spionin. 2021, ISBN 978-3-453-44125-5
- Das zweite Geheimnis. 2022, ISBN 978-3-453-44126-2
- Der letzte Auftrag. 2023, ISBN 978-3-453-44127-9
- Die Dolmetscherin. 2025, ISBN 978-3-453-44290-0

### Erzählungen
- Der Schneekristallforscher. 2013, ISBN 978-3-942208-07-9.
- Glücklich der Mensch. 2014, ISBN 978-3-86334-006-3.
- Der den Sturm stillt. 2015, ISBN 978-3-95734-041-2.
- Stille Nacht. 2015, ISBN 978-3-86334-074-2.
- Geigen der Hoffnung (mit Christa Roth). 2016, ISBN 978-3-86334-117-6.
- Die Stimme des Schöpfers. 2018, ISBN 978-3-95734-527-1.
- Tanz mit mir, Aurelia. 2019, ISBN 978-3-86334-239-5.
- Deine Spuren im Schnee. 2023, ISBN 978-3-95734-898-2.
- Das verborgene Weihnachtskind. 2024, ISBN 978-3-96038-399-4

### Erzählendes Sachbuch
- Vom Glück zu leben. 2006, ISBN 3-7655-1891-3
- Das kleine Buch für Lebenskünstler. 2009, ISBN 3-7655-1713-5
- Das kleine Buch vom Alltagsglück. 2010, ISBN 3-7655-1786-0 (2021 erweitert und neu veröffentlicht als Vom Alltagsglück)
- Vom Abenteuer, einen Roman zu schreiben. 2010, ISBN 978-3-7375-2734-7 (2015 überarbeitet und erweitert)
- Glück hat tausend Farben. 2012, ISBN 978-3-942208-57-4
- Das Glück hat kleine Schokofinger. 2017, ISBN 978-3-86334-170-1
- Einfach mal spazieren gehen. 2019, ISBN 978-3-7160-2779-0
- Die fast vergessene Kunst des Briefeschreibens (mit Gaby Trombello-Wirkus). 2020, ISBN 978-3-86334-272-2
- Staunen über das Glück im Unscheinbaren. 2020, ISBN 978-3-96340-108-4
- Einsteigen. Warum das Bahnfahren immer noch die schönste Art zu reisen ist. 2025, ISBN 978-3-7160-0034-2

### Als Herausgeber
- C.S. Lewis – Ein Leben in Briefen. 2021, ISBN 978-3-86334-310-1

## Adaptionen

### Hörbücher
Romane:
- Die Todgeweihte. 2009, gelesen von Tobias Dutschke, 1 MP3-CD, 12 h 36 min, ISBN 978-3-8368-0649-7
- Die Jesuitin von Lissabon. 2010, gelesen von Tobias Dutschke, 13 CDs, 16 h 18 min, ISBN 978-3-8368-0539-1
- Tanz unter Sternen. 2010, gelesen von Günter Merlau, 9 CDs, 10 h 39 min, ISBN 978-3-8368-0618-3
- Nachtauge. 2013, gelesen von Günter Merlau, 1 MP3-CD, 12 h 35 min, ISBN 978-3-8368-0704-3
- Berlin Feuerland. 2015, gelesen von Tobias Dutschke, 2 MP3-CDs, 14 h 53 min, ISBN 978-3-8368-1162-0
- Der Tag X. 2017, gelesen von Svenja Pages, 2 MP3-CDs, 12 h 57 min, ISBN 978-3-86974-283-0
- Die fremde Spionin. 2021, gelesen von Oliver Brod, 2 MP3-CDs, 9 h 54 min, ISBN 978-3-8371-5559-4
- Das zweite Geheimnis. 2022, gelesen von Oliver Brod, 2 MP3-CDs, 10 h 8 min, ISBN 978-3-8371-5744-4
- Der letzte Auftrag. 2023, gelesen von Oliver Brod, 2 MP3-CDs, 10 h 9 min, ISBN 978-3-8371-5747-5

Erzählungen:
- Der Schneekristallforscher. 2014, gelesen vom Autor, 2 CDs, 2 h 34 min, ISBN 978-3-86334-033-9
- Tanz mit mir, Aurelia. 2019, gelesen vom Autor, MP3-Download, 3 h 6 min, ISBN 978-3-86334-820-5
- Das verborgene Weihnachtskind. 2024, gelesen vom Autor, MP3-Download, 2 h 33 min, ISBN 978-3-96038-412-0

Erzählendes Sachbuch:
- Das kleine Buch für Lebenskünstler. 2009, gelesen vom Autor, 2 CDs, 2 h 30 min, ISBN 978-3-7655-8732-0

### Graphic Novel
- Basileia. Das Vermächtnis des Mönchs. (zum Roman Die Todgeweihte, Zeichnungen: Roloff, Text: Michael Bregel). 2006, ISBN 3-7655-1942-1

## Auszeichnungen
- 2005 – C. S. Lewis-Preis für Die Siedler von Vulgata[10]
- 2005 – 2. Platz beim Würth-Literaturpreis der Universität Tübingen
- 2008 – Sir-Walter-Scott-Preis (Bronzener Lorbeer) für Das Mysterium
- 2014 – Histo-König 2013 für Nachtauge[11]
- 2016 – HOMER Literaturpreis als „bester Gesellschaftsroman 2016“ für Berlin Feuerland